# Самоубийства в Литве
Самоубийства в Литве стали серьёзной социальной проблемой в стране из-за их высокого уровня. С момента своего пика в 1995 году уровень самоубийств в Литве постоянно снижался, но по-прежнему остается самым высоким в ЕС и ОЭСР.
Уровень самоубийств по состоянию на 2019 год составляет 20,2 самоубийства на 100 000 человек.

## Причины
В 1990-е годы, после падения коммунизма, в Литве произошли кардинальные социальные и экономические изменения. Более ранние исследования связывали высокий уровень самоубийств с последствиями этих серьёзных преобразований в обществе, тяжёлыми экономическими условиями, ухудшением условий жизни, алкоголизмом, а также отсутствием психологических и психиатрических услуг. Более поздние исследования показывают, что причины могут быть более сложными.
По словам директора Государственного центра психического здоровья Онуте Давидонене, высокий уровень самоубийств обусловлен психологическими и экономическими причинами, в том числе: экономическим спадом, алкоголизмом, отсутствием толерантности в обществе, издевательствами.
Каледиене и др. отметили, что уровень самоубийств значительно выше среди менее образованного и особенно сельского населения. Уровень самоубийств значительно различается между отдельными муниципалитетами. Уровень самоубийств в муниципалитете Купишкского района (более 70 на 100 000 человек) более чем в два раза превышает средний показатель по стране по состоянию на 2017 год. Другими муниципалитетами с особенно высоким уровнем самоубийств являются муниципалитет Варенского района и муниципалитет Калварии (67 из 100 000 человек). Напротив, самые скромные цифры были в городском самоуправлении Паланга (менее 15 на 100 000 человек), за которым следуют Вильнюсское городское самоуправление и Плунгеское районное самоуправление (15 на 100 000 человек соответственно).
В Литве существует поразительная разница между показателями самоубийств среди мужчин и женщин. Баранов и др. предположили, что традиционные нормы мужественности, связанные с чрезмерным употреблением алкоголя и стигмой обращения за психологической помощью, могут способствовать суицидальному поведению. Несколько исследований взаимосвязи между религиозностью и самоубийством не дали окончательного понимания причин высокого уровня самоубийств.
Статистико-эконометрическое исследование Comunale (2020) показало, что основными факторами, которые могут быть связаны с самоубийствами, являются: рост ВВП, демография, потребление алкоголя, психологические факторы и погодные условия. В том же исследовании отмечается, что среди стран ЕС Литва, по-видимому, является одной из самых интровертных групп населения, значительно больше, чем латвийское и эстонское население.
В отчёте, опубликованном в 2017 году Бюро по предотвращению самоубийств в Литве, отмечается, что уровень самоубийств среди заключённых и арестованных в несколько раз выше, чем в среднем по стране. В том же отчёте отмечается недостаточная доступность психологических служб и отсутствие профилактики самоубийств во многих муниципалитетах.

## Профилактика
В 2007 году парламент Литвы утвердил Национальную стратегию психического здоровья на основе Европейской декларации ВОЗ по психическому здоровью 2005 года. В стране также принят План действий по предотвращению самоубийств на 2016–2020 годы. В 2015 году при Государственном центре психического здоровья было создано Бюро по предотвращению самоубийств (лит. Savižudybių prevencijos biuras). Однако в 2017 году Государственный контроль Литвы пришёл к выводу, что до сих пор не существует комплексной системы оказания помощи лицам, подверженным риску самоубийства.

## Статистика
| Уровень самоубийств (на 100 000), по полу, Литва | Уровень самоубийств (на 100 000), по полу, Литва | Уровень самоубийств (на 100 000), по полу, Литва | Уровень самоубийств (на 100 000), по полу, Литва | Уровень самоубийств (на 100 000), по полу, Литва | Уровень самоубийств (на 100 000), по полу, Литва | Уровень самоубийств (на 100 000), по полу, Литва | Уровень самоубийств (на 100 000), по полу, Литва | Уровень самоубийств (на 100 000), по полу, Литва | Уровень самоубийств (на 100 000), по полу, Литва |
| Пол                                              | 1981                                             | 1985                                             | 1990                                             | 1995                                             | 2000                                             | 2005                                             | 2010                                             | 2015                                             | 2019                                             |
| ------------------------------------------------ | ------------------------------------------------ | ------------------------------------------------ | ------------------------------------------------ | ------------------------------------------------ | ------------------------------------------------ | ------------------------------------------------ | ------------------------------------------------ | ------------------------------------------------ | ------------------------------------------------ |
| Мужской                                          | 59.4                                             | 58.0                                             | 44.3                                             | 79.1                                             | 75.6                                             | 68.1                                             | 56.1                                             | 51.7                                             | 36.1                                             |
| Женский                                          | 10.7                                             | 12.9                                             | 9.7                                              | 15.6                                             | 16.1                                             | 12.9                                             | 9.6                                              | 8.9                                              | 6.2                                              |
| Всего                                            | 33.6                                             | 34.1                                             | 26.1                                             | 45.6                                             | 44.1                                             | 38.6                                             | 31.3                                             | 28.9                                             | 20.2                                             |
| Источник: Всемирная Организация Здравоохранения  |                                                  |                                                  |                                                  |                                                  |                                                  |                                                  |                                                  |                                                  |                                                  |

| Число суицидов по возрастной группе и полу. Литва, 2009 | Число суицидов по возрастной группе и полу. Литва, 2009 | Число суицидов по возрастной группе и полу. Литва, 2009 | Число суицидов по возрастной группе и полу. Литва, 2009 | Число суицидов по возрастной группе и полу. Литва, 2009 | Число суицидов по возрастной группе и полу. Литва, 2009 | Число суицидов по возрастной группе и полу. Литва, 2009 | Число суицидов по возрастной группе и полу. Литва, 2009 | Число суицидов по возрастной группе и полу. Литва, 2009 | Число суицидов по возрастной группе и полу. Литва, 2009 |
| ------------------------------------------------------- | ------------------------------------------------------- | ------------------------------------------------------- | ------------------------------------------------------- | ------------------------------------------------------- | ------------------------------------------------------- | ------------------------------------------------------- | ------------------------------------------------------- | ------------------------------------------------------- | ------------------------------------------------------- |
| Возраст (лет)                                           | 5–14                                                    | 15–24                                                   | 25–34                                                   | 35–44                                                   | 45–54                                                   | 55–64                                                   | 65–74                                                   | 75+                                                     | Все                                                     |
| Мужчины                                                 | 3                                                       | 109                                                     | 116                                                     | 195                                                     | 233                                                     | 148                                                     | 91                                                      | 57                                                      | 952                                                     |
| Женщины                                                 | 2                                                       | 16                                                      | 15                                                      | 26                                                      | 39                                                      | 27                                                      | 21                                                      | 40                                                      | 186                                                     |
| Всего                                                   | 5                                                       | 125                                                     | 131                                                     | 221                                                     | 272                                                     | 175                                                     | 112                                                     | 97                                                      | 1138                                                    |
| Источник: Всемирная Организация Здравоохранения         |                                                         |                                                         |                                                         |                                                         |                                                         |                                                         |                                                         |                                                         |                                                         |

## Известные люди, покончившие жизнь самоубийством в Литве
- 1822 Теодор Гротгус, немецкий химик
- 1943 Исаак Витенберг, Боец еврейского сопротивления, принял яд[15][16][17].
- 1972 Ромас Каланта, самосожжение в знак протеста против советского режима в Литве[18]
- 1989 Витаутас Вичюлис[англ.], художник, самосожжение[19]
- 2006 Саулюс Миколаитис[англ.], режиссёр, актёр, самоубийство через повешение[20]
- 2013 Витаутас Шапранаускас, актёр, комик и телеведущий, покончил жизнь самоубийством через повешение[21]